# Xysticus acerbus
Xysticus acerbus – gatunek pająka z rodziny ukośnikowatych.
Gatunek ten opisany został w 1872 przez Tamerlana Thorella.
Samce osiągają od 2 do 6 mm, a samice od 6 do 10 mm długości ciała. Ubarwienie karapaksu jest orzechowobrązowe ze słabo wyodrębnionym, V-kształtnym znakiem i białawym rejonem ocznym. Środkowe pary oczu rozmieszczone są na planie wyraźnie szerszego niż dłuższego trapezu. Ciemnobrązowe szczękoczułki mają delikatne kolce. Kolor podługowato-owalnego sternum jest jasnobrązowy do ciemnożółtawobrązowego. Brązowe do ciemnobrązowych odnóża kroczne mają na stronach grzbietowych ciemne kolce. Opistosoma (odwłok) ma wierzch u samicy ochrowy z białymi i smukłymi paskami poprzecznymi oraz środkową przepaską podłużną, zaś u samca szary do piaskowoszarego. Spód opistosomy samca jest piaskowobrązowy do ciemnobrązowego. 
Nogogłaszczki samca mają goleń z małą apofizą wentralną (brzuszną) i wierzchołkiem skierowaną dobrzusznie apofizą lateralną (boczną). Aparat kopulacyjny odznacza się szerokim embolusem zwężonym błoniasto ku zesklerotyzowanej ostrodze. Samica ma płytkę płciową z wyraźnym obrzeżeniem wszystkich boków i owalnym rowkiem, zaś wulwę z parą podługowato-owalnych, woreczkowatych, zwartych struktur niezależnych od siebie.
Pająk palearktyczny, znany z Portugalii, Hiszpanii, Wielkiej Brytanii (południowej Anglii i południowej Walii), Francji, Belgii, Holandii, Niemiec, Szwajcarii, Austrii, Włoch, Finlandii, Łotwy, Polski, Czech, Słowacji, Węgier, Białorusi, Ukrainy, Słowenii, Chorwacji, Mołdawii, Rumunii, Bułgarii, Serbii, Czarnogóry, Albanii, Macedonii, Grecji, Rosji (po Daleki Wschód), Turcji, Gruzji, Armenii i Azji Środkowej. Zasiedla nasłonecznione łąki i wrzosowiska. Samce są aktywne od kwietnia do sierpnia, a samice od kwietnia do września.